# 1886 Crescent Hotel & Spa
Le 1886 Crescent Hotel & Spa est un hôtel américain situé à Eureka Springs, en Arkansas. Ouvert en 1886, il est membre des Historic Hotels of America depuis 2000 et est inscrit au Registre national des lieux historiques depuis le 26 janvier 2016.